# Guide Plus
Guide Plus+ (en Europa), TV Guide On Screen y Guide Plus+ Gold (en Estados Unidos) o G-Guide (en Japón) es un sistema de guía electrónica interactiva de programas (EPG) que es usado en los productos de electrónica de consumo, como televisiones, grabadores de DVD, cámaras de video digitales, y otros. Ofrece en pantalla una lista interactiva de programas que permite navegar, ordenar, seleccionar, y programar para su visionado o grabado. Los diferentes nombres tienen solo un propósito publicitario -- todo el sistema es propiedad de Gemstar TV Guide.